# Mathias Andersen (fodboldspiller)
 For alternative betydninger, se Mathias Andersen. (Se også artikler, som begynder med Mathias Andersen)
Mathias Lang Andersen (født 4. april 1996) er en dansk fodboldspiller, der spiller for Næstved Boldklub.

## Klubkarriere
Han kommer fra Brøndby IF's ungdomsafdeling, hvor han spillede frem til juni 2015. Han skiftede herefter til Hellerup IK.
Den 22. januar 2018 skrev Andersen under på en aftale med Næstved Boldklub gældende frem til sommeren 2019.

## Landsholdskarriere
Han er noteret for 18 landskampe på forskellige ungdomshold.